# SOS Uppdraget
SOS Uppdraget var en svensk dokumentärserie om SOS Barnbyars arbete från 2012. Den sändes i TV4.  I varje program besöks barnbyarna av svenska artister.